# Burgstall Altenburg (Untereschenbach)
Der Burgstall Altenburg ist eine abgegangene mittelalterliche Höhenburg vom Typus eines ebenerdigen Ansitzes etwa 460 Meter südöstlich der Ortskirche Untereschenbach, einem heutigen Stadtteil von Hammelburg im Landkreis  Bad Kissingen in Bayern.
Von der ehemaligen Burganlage ist noch ein Graben erhalten.